# Аугаузен
Аугаузен (нім. Auhausen) — громада в Німеччині, знаходиться в землі Баварія. Підпорядковується адміністративному округу Швабія. Входить до складу району Донау-Ріс. Складова частина об'єднання громад Еттінген-ін-Баєрн.
Площа — 15,55 км2. Населення становить 1002 ос. (станом на 31 грудня 2020).